# Lista de cruzadores pesados do Reino Unido

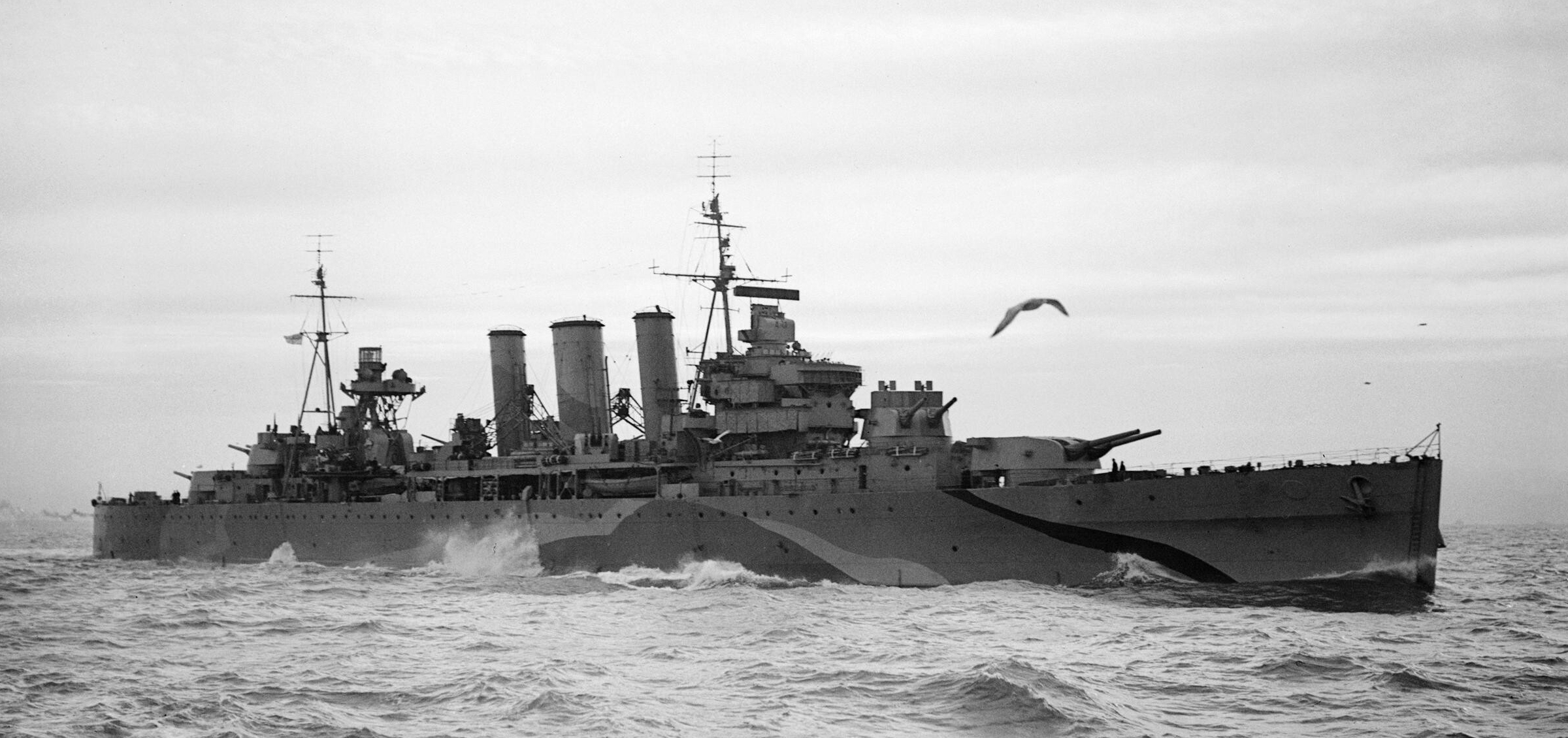
O HMS Kent, membro da Subclasse Kent da Classe County, durante a Segunda Guerra Mundial

A Marinha Real Britânica construiu uma série de cruzadores pesados entre as décadas de 1910 e 1930. As primeiras embarcações construídas foram aquelas da Classe Hawkins, originalmente desenvolvidas com o objetivo de enfrentarem navios corsários alemães na Primeira Guerra Mundial, então para este fim foram equipados para poderem operar em qualquer parte do mundo. Entretanto, eles entraram em serviço muito tarde para participarem do conflito, com um de seus membros tendo sido convertido em porta-aviões durante a construção e posteriormente usado como navio de reparos.
O Reino Unido assinou o Tratado Naval de Washington em 1922, que limitava cruzadores a no máximo dez mil toneladas de deslocamento padrão. Estas limitações influenciaram o projeto da Classe County, subdividida em quatro subclasses ligeiramente diferentes entre si. A primeira foi a Subclasse Kent, cujo projeto sacrificou blindagem em favor de autonomia e poderio de fogo. Foi sucedida pela Subclasse London, que implementou pequenos melhoramentos na blindagem, e depois pela Subclasse Norfolk, que foi equipada com torres de artilharia aprimoradas. Por fim, a última subclasse, a Subclasse Surrey, foi cancelada em 1930. A Marinha Real depois também construiu a Classe York, projetada para ser menor e mais barata que a Classe County.
Os cruzadores pesados britânicos serviram em diferentes postos ao redor do Império Britânico durante os tempos de paz e tiveram carreiras relativamente tranquilas, exceto o HMS Raleigh, que sofreu uma perda total em 1922 após encalhar no litoral da Terra Nova. A Segunda Guerra Mundial começou em 1939 e os navios atuaram principalmente na escolta de comboios pelo Oceano Atlântico, Oceano Índico, Mar Mediterrâneo e Mar Ártico. Mesmo assim envolveram-se em várias operações ofensivas, incluindo em ações das Campanhas da Noruega e Grécia, na caçada ao couraçado alemão Bismarck e nas Batalhas do Rio da Prata, Dacar, Cabo Spartivento e Cabo do Norte. O Reino Unido perdeu ao todo cinco de seus cruzadores pesados no decorrer da Segunda Guerra. Os navios sobreviventes foram descomissionados pouco após o fim do conflito e desmontados.
| Armas principais | Número e tamanho dos canhões da bateria principal         |
| Deslocamento     | Deslocamento do navio totalmente carregado                |
| Propulsão        | Número e tipo do sistema de propulsão e velocidade máxima |
| Batimento        | Data em que o batimento de quilha ocorreu                 |
| Lançamento       | Data em que o navio foi lançado ao mar                    |
| Comissionamento  | Data em que o navio foi comissionado em serviço           |
| Destino          | Fim que o navio teve                                      |

## ClasseHawkins

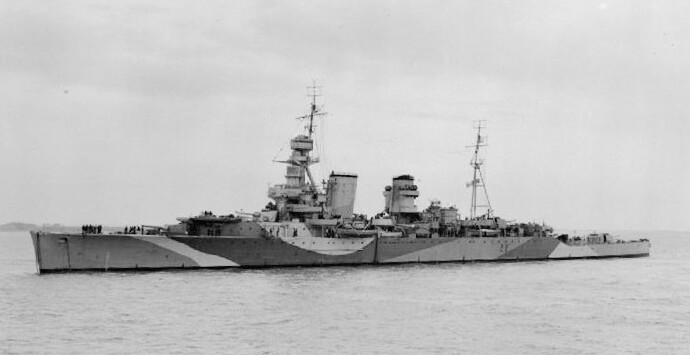
O HMS Hawkins em 1942

A Classe Hawkins foi desenvolvida a partir da necessidade da Marinha Real Britânica de fazer frente aos navios corsários alemães durante a Primeira Guerra Mundial, com seu projeto sendo baseado nos cruzadores rápidos da Classe Birmingham. Foi considerado armá-los com canhões de 152 ou 233 milímetros, porém a primeira foi considerada muito leve para a tarefa e a segunda muito pesada, assim uma nova arma de 191 milímetros foi desenvolvida. Também foi decidido inicialmente equipar os cruzadores com caldeiras mistas a óleo combustível e carvão, pois sua missão possivelmente os levaria para locais no mundo onde óleo combustível não estaria disponível com facilidade. Seis navios foram planejados, mas apenas cinco encomendados. O desaparecimento dos corsários alemães pós-1915 removeu a urgência para os novos cruzadores e assim suas construções prosseguiram lentamente.
Os navios atuaram no Oceano Atlântico, Mar do Caribe, Mar Mediterrâneo, Oceano Índico e Sudeste Asiático durante o período entreguerras. O Raleigh encalhou no litoral da Terra Nova em agosto de 1922 e seus destroços foram destruídos em 1928. O Hawkins, Frobisher, Effingham tornaram-se navios-escola na década de 1930, mas com o início da Segunda Guerra Mundial em 1939 voltaram ao serviço. O Effingham patrulhou o Atlântico em busca de corsários alemães e depois deu apoio para a Campanha da Noruega, porém bateu em rochas em maio de 1940 e foi deliberadamente afundado. O Hawkins e o Frobisher serviram principalmente no Índico até 1944, quando foram designados para dar suporte para a Invasão da Normandia. Eles foram tirados de serviço depois da guerra e desmontados em 1947 e 1949, respectivamente. O Vindictive foi convertido em porta-aviões durante sua construção e participou em 1919 da intervenção dos Aliados na Guerra Civil Russa, mas foi convertido de volta para um cruzador na década de 1920, servindo como tal até ser convertido em um navio de reparos, função que exerceu até ser desmontado em 1946.
| Navio          | Armas principais | Deslocamento | Propulsão                            | Serviço         | Serviço         | Serviço         | Serviço            |
| Navio          | Armas principais | Deslocamento | Propulsão                            | Batimento       | Lançamento      | Comissionamento | Destino            |
| -------------- | ---------------- | ------------ | ------------------------------------ | --------------- | --------------- | --------------- | ------------------ |
| HMS Hawkins    | 7 × 191 mm       | 13 000 t     | 4 turbinas a vapor; 30 nós (56 km/h) | junho de 1916   | outubro de 1917 | julho de 1919   | Desmontado em 1947 |
| HMS Vindictive | 7 × 191 mm       | 13 000 t     | 4 turbinas a vapor; 30 nós (56 km/h) | maio de 1916    | janeiro de 1918 | outubro de 1918 | Desmontado em 1946 |
| HMS Raleigh    | 7 × 191 mm       | 13 000 t     | 4 turbinas a vapor; 30 nós (56 km/h) | outubro de 1916 | agosto de 1919  | julho de 1921   | Destruído em 1928  |
| HMS Frobisher  | 7 × 191 mm       | 13 000 t     | 4 turbinas a vapor; 30 nós (56 km/h) | agosto de 1916  | março de 1920   | outubro de 1924 | Desmontado em 1949 |
| HMS Effingham  | 7 × 191 mm       | 13 000 t     | 4 turbinas a vapor; 30 nós (56 km/h) | abril de 1917   | junho de 1921   | julho de 1925   | Afundado em 1940   |

## Classe County

### SubclasseKent

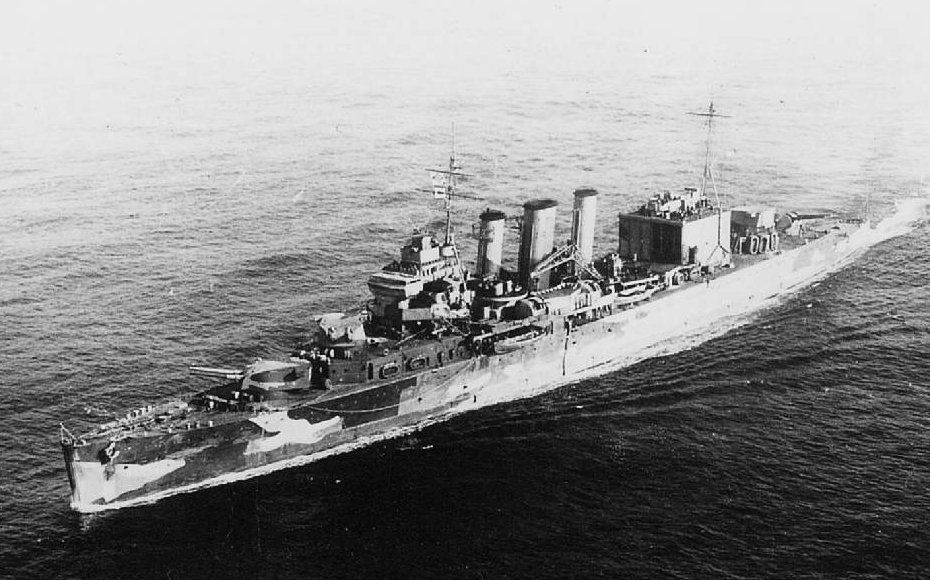
O HMS Suffolk em 1941

O Reino Unido assinou em 1922 o Tratado Naval de Washington, que limitava o tamanho de cruzadores a um deslocamento padrão máximo de 10,1 mil toneladas e um armamento de até 203 milímetros. Os projetistas tiveram dificuldade em desenvolverem projetos que acomodassem os níveis desejados de velocidade, armamento, proteção e autonomia dentro dos limites de deslocamento, consequentemente foi decidido diminuir ligeiramente a potência dos motores para uma economia de peso que permitisse que as embarcações pudessem receber o mínimo de proteção em seu cinturão principal e convés. O Almirantado Britânico originalmente propôs que dezessete cruzadores do projeto da Subclasse Kent fossem construídos, porém considerações políticas e financeiras fizeram com que apenas cinco navios fossem encomendados, com mais dois construídos para a Marinha Real Australiana.
Os cinco navios atuaram no Sudeste Asiático no início de suas carreiras e passaram por grandes modernizações na segunda metade da década de 1930, sendo depois disso espalhados por diferentes postos do Império Britânico. Com o início da Segunda Guerra Mundial eles foram empregados em diversas operações em diferentes teatros do conflito. Sua principal função foi a escolta comboios no Atlântico, Mediterrâneo, Índico e Mar Ártico Também participaram de diversas ações ofensivas nessas mesmas regiões, incluindo a Campanha da Noruega e as Batalhas de Dacar, Estreito da Dinamarca e Cabo Spartivento. O Cornwall foi afundado em abril de 1942 por ataques aéreos japoneses no Índico. Os quatro sobreviventes foram descomissionados logo após o fim da guerra, com o Kent, Berwick e Suffolk sendo desmontados em 1948, já o Cumberland foi transformado em um navio-escola e serviu como tal até ser desmontado em 1959.
| Navio          | Armas principais | Deslocamento | Propulsão                            | Serviço          | Serviço           | Serviço           | Serviço            |
| Navio          | Armas principais | Deslocamento | Propulsão                            | Batimento        | Lançamento        | Comissionamento   | Destino            |
| -------------- | ---------------- | ------------ | ------------------------------------ | ---------------- | ----------------- | ----------------- | ------------------ |
| HMS Suffolk    | 8 × 203 mm       | 15 140 t     | 4 turbinas a vapor; 31 nós (58 km/h) | setembro de 1924 | fevereiro de 1926 | maio de 1928      | Desmontado em 1948 |
| HMS Cornwall   | 8 × 203 mm       | 15 140 t     | 4 turbinas a vapor; 31 nós (58 km/h) | outubro de 1924  | março de 1926     | maio de 1928      | Afundado em 1942   |
| HMS Kent       | 8 × 203 mm       | 15 140 t     | 4 turbinas a vapor; 31 nós (58 km/h) | novembro de 1924 | março de 1926     | junho de 1928     | Desmontado em 1948 |
| HMS Cumberland | 8 × 203 mm       | 15 140 t     | 4 turbinas a vapor; 31 nós (58 km/h) | outubro de 1924  | março de 1926     | janeiro de 1928   | Desmontado em 1959 |
| HMS Berwick    | 8 × 203 mm       | 15 140 t     | 4 turbinas a vapor; 31 nós (58 km/h) | setembro de 1924 | março de 1926     | fevereiro de 1928 | Desmontado em 1948 |

### SubclasseLondon

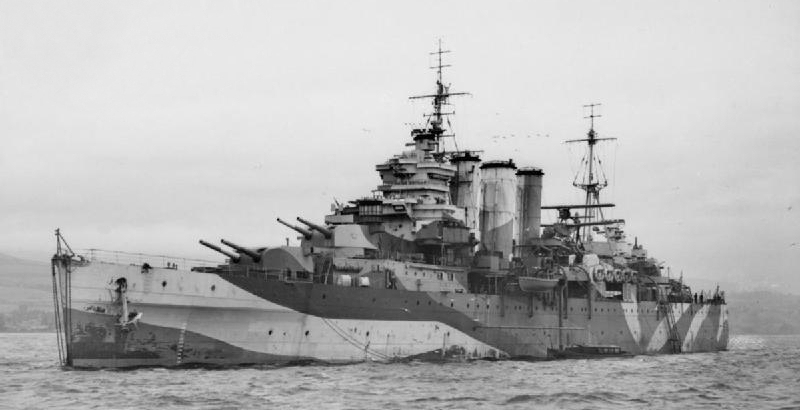
O HMS Sussex em 1940

A Subclasse London era essencialmente uma repetição da predecessora Subclasse Kent, mas incorporando algumas mudanças e melhoramentos no projeto. A principal diferença foi a remoção das protuberâncias antitorpedo, o que necessitou do ligeiro aumento do comprimento e redução da boca para que a mesma velocidade pudesse ser mantida. A economia de peso resultante da remoção das protuberâncias foi usada para melhorar a proteção dos equipamentos de direção e para adicionar uma catapulta para hidroaviões. Outras modificações incluíram o rearranjo dos maquinários de modo a permitir melhor subdivisão em caso de um acerto de torpedo e deslocamento da ponte de comando um pouco mais à ré, o que deu aos canhões de vante melhores arcos de disparo.
Todos os quatro navios atuaram principalmente no Mar Mediterrâneo em tempos de paz. O London foi o único a passar por uma grande modernização que só terminou depois do início da Segunda Guerra Mundial. As embarcações foram logo colocadas na escolta de comboios e caça a corsários alemães no Atlântico e Índico, com o Devonshire e Sussex participando da Campanha da Noruega em 1940, onde o Sussex foi seriamente danificado por ataques aéreos alemães e ficou fora de ação até 1942. O Devonshire e o London envolveram-se em 1941 à caçada ao couraçado alemão Bismarck. O Shropshire foi transferido para a Marinha Real Australiana em 1943, participando das Campanhas da Nova Guiné e Filipinas na Guerra do Pacífico. Os cruzadores em serviço britânico passaram o restante da guerra dando suporte para operações e escoltas no Atlântico, Ártico, Índico e Pacífico, sendo descomissionados alguns anos após o fim da guerra e desmontados.
| Navio          | Armas principais | Deslocamento | Propulsão                            | Serviço           | Serviço           | Serviço          | Serviço            |
| Navio          | Armas principais | Deslocamento | Propulsão                            | Batimento         | Lançamento        | Comissionamento  | Destino            |
| -------------- | ---------------- | ------------ | ------------------------------------ | ----------------- | ----------------- | ---------------- | ------------------ |
| HMS London     | 8 × 203 mm       | 13 530 t     | 4 turbinas a vapor; 31 nós (58 km/h) | fevereiro de 1926 | setembro de 1927  | janeiro de 1929  | Desmontado em 1950 |
| HMS Devonshire | 8 × 203 mm       | 13 530 t     | 4 turbinas a vapor; 31 nós (58 km/h) | março de 1926     | outubro de 1927   | março de 1929    | Desmontado em 1954 |
| HMS Sussex     | 8 × 203 mm       | 13 530 t     | 4 turbinas a vapor; 31 nós (58 km/h) | fevereiro de 1927 | fevereiro de 1928 | março de 1929    | Desmontado em 1950 |
| HMS Shropshire | 8 × 203 mm       | 13 530 t     | 4 turbinas a vapor; 31 nós (58 km/h) | fevereiro de 1927 | julho de 1928     | setembro de 1929 | Desmontado em 1954 |

### SubclasseNorfolk

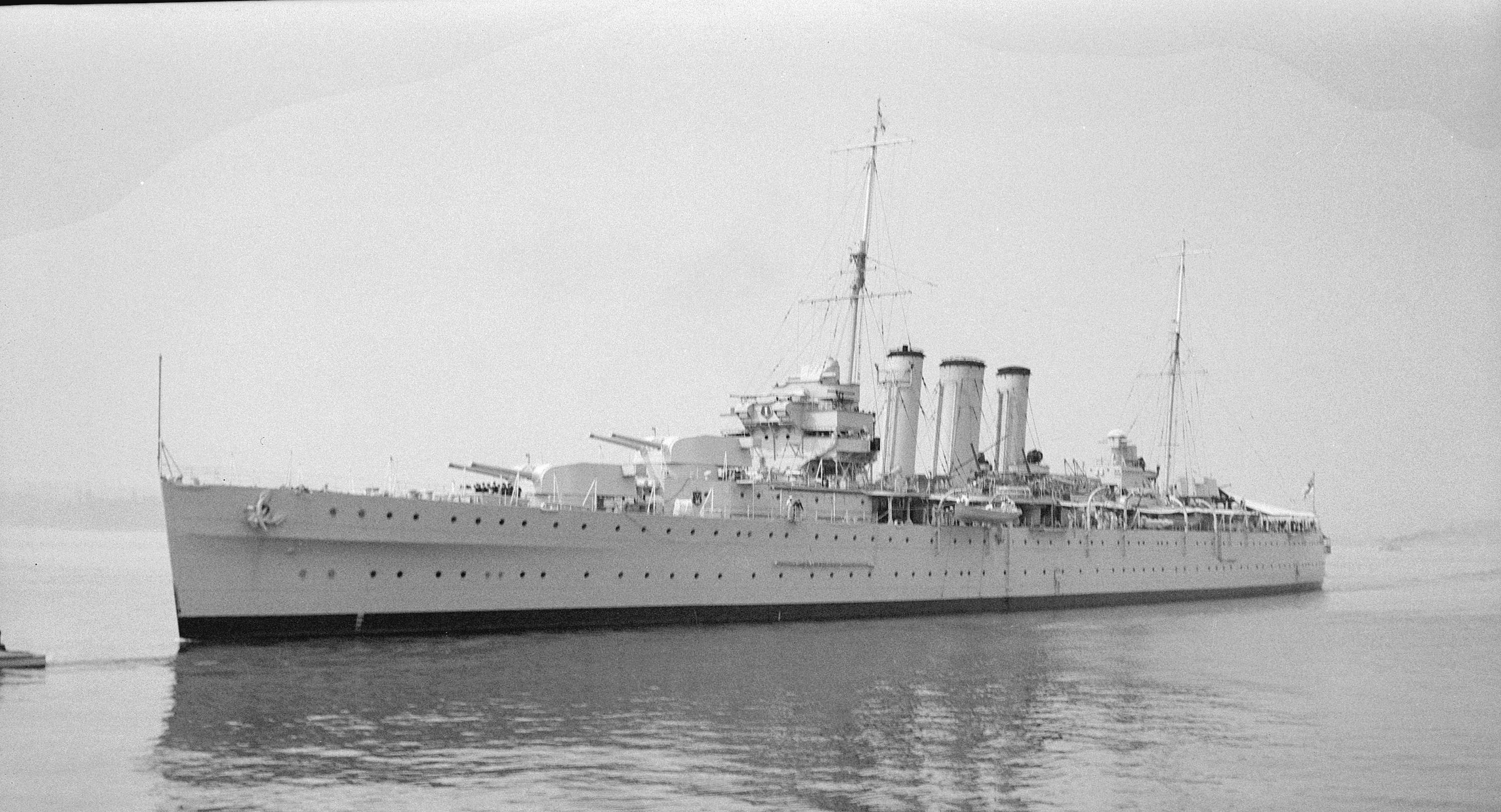
O HMS Norfolk em 1934

O Subclasse Norfolk era praticamente uma repetição da predecessora Subclasse London, com a principal diferença sendo a instalação de novas torres de artilharia para os canhões principais de 203 milímetros. Esperava-se que essas torres poderiam por si só proporcionarem economias de peso suficientes para que mais blindagem fosse incorporada para proteger os depósitos de munição, porém elas eram mais pesadas do que o esperado e assim economias de peso precisaram ser feitas em outros locais.
Os dois cruzadores serviram em diferentes cantos do Império Britânico em tempos de paz, exercendo funções coloniais. O Norfolk estava passando por reformas no início da Segunda Guerra Mundial, mas foi rapidamente colocado para atuar no Atlântico em patrulhas e buscas a corsários alemães, enquanto o Dorsetshire começou no Índico, mas logo foi enviado para participar da Batalha de Dacar, sendo em seguida colocado par atuar na América do Sul e África. Em 1941 ambos participaram da caçada ao Bismarck, com o Dorsetshire sendo creditado por lançar os torpedos que por fim afundaram o couraçado. O Norfolk depois disso foi usado pelo restante da guerra na escolta de comboios no Atlântico e Ártico, mas participou no final de 1943 da Batalha do Cabo do Norte contra o couraçado alemão Scharnhorst. O Dorsetshire retornou para o Índico e operou no local até ser afundado por ataques aéreos japoneses em abril de 1942. O Norfolk foi descomissionado depois do fim da guerra e desmontado em 1950.
| Navio           | Armas principais | Deslocamento | Propulsão                            | Serviço          | Serviço          | Serviço          | Serviço            |
| Navio           | Armas principais | Deslocamento | Propulsão                            | Batimento        | Lançamento       | Comissionamento  | Destino            |
| --------------- | ---------------- | ------------ | ------------------------------------ | ---------------- | ---------------- | ---------------- | ------------------ |
| HMS Norfolk     | 8 × 203 mm       | 14 830 t     | 4 turbinas a vapor; 32 nós (59 km/h) | julho de 1927    | dezembro de 1928 | maio de 1930     | Desmontado em 1950 |
| HMS Dorsetshire | 8 × 203 mm       | 14 830 t     | 4 turbinas a vapor; 32 nós (59 km/h) | setembro de 1927 | janeiro de 1929  | setembro de 1930 | Afundado em 1942   |

### SubclasseSurrey
Novos cruzadores começaram a ser desenvolvidos em 1927. Projetos com cinco torres de artilharia duplas e com três torres triplas foram considerados, porém foi decidido manter a mesma configuração de quatro torres duplas usado nas subclasses anteriores. Várias medidas para economizar peso seriam implementadas, incluindo a diminuição da dimensão das embarcações, redução da potência dos maquinários e implementação de um novo projeto de ponte de comando, o que permitiria um aumento da blindagem em algumas áreas ao custo da redução da velocidade máxima. Dois cruzadores, Surrey e Northumberland, foram alocados para o programa de construção de 1928–29, porém uma mudança de governo fez com que fossem suspensos em agosto de 1929, antes de suas construções começarem. Eles foram definitivamente cancelados em janeiro de 1930.
| Navio              | Armas principais | Deslocamento | Propulsão                            | Serviço   | Serviço    | Serviço         | Serviço            |
| Navio              | Armas principais | Deslocamento | Propulsão                            | Batimento | Lançamento | Comissionamento | Destino            |
| ------------------ | ---------------- | ------------ | ------------------------------------ | --------- | ---------- | --------------- | ------------------ |
| HMS Surrey         | 8 × 203 mm       | 12 870 t     | 4 turbinas a vapor; 30 nós (57 km/h) | —         | —          | —               | Cancelados em 1930 |
| HMS Northumberland | 8 × 203 mm       | 12 870 t     | 4 turbinas a vapor; 30 nós (57 km/h) | —         | —          | —               | Cancelados em 1930 |

## ClasseYork

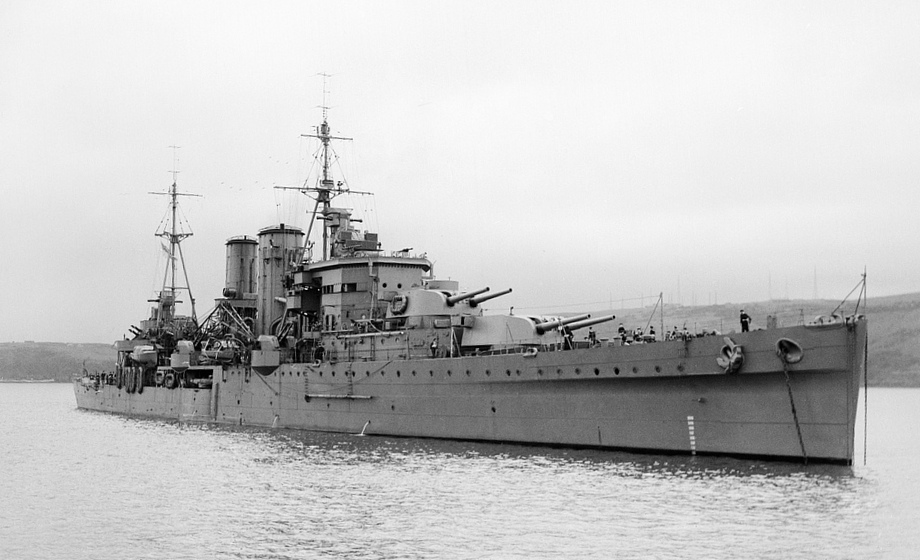
O HMS Exeter em 1941

O governo britânico ficou sob pressão em 1925 para reduzir os gastos nas defesas do Império, forçando o Almirantado a considerar cruzadores menores e mais baratos, chamados de Cruzadores B, diferentemente da predecessora Classe County, que passou a ser definida como Cruzadores A. O projeto da Classe York removeu uma das torres de artilharia para uma bateria principal de seis canhões de 203 milímetros. Além disso, a espessura total do cinturão de blindagem foi aumentada. Dois cruzadores foram planejados, mas o segundo foi adiado em um ano por restrições orçamentárias. Consequentemente, este sofreu algumas alterações de projeto em relação ao primeiro, incluindo um cinturão mais espesso, boca ligeiramente mais larga e uma superestrutura diferente.
O York e o Exeter atuaram na América do Norte e Caribe durante os tempos de paz, mas foram temporariamente para o Mediterrâneo entre 1935 e 1936 depois do início da Segunda Guerra Ítalo-Etíope. O York escoltou comboios no norte do Atlântico no início da Segunda Guerra Mundial e depois participou da Campanha da Noruega, sendo então transferido para o Mediterrâneo. Ele escoltou mais comboios e participou de ações na Batalha da Grécia, sendo seriamente danificado por lanchas torpedeiras italianas em Creta em março de 1941 e depois deliberadamente afundado em maio. O Exeter estava patrulhando o sul do Atlântico quando a guerra começou e foi colocado na caçada ao cruzador pesado alemão Admiral Graf Spee, enfrentando-o na Batalha do Rio da Prata, onde danificou seriamente o inimigo mas também foi danificado. Depois de seus reparos escoltou comboios no Atlântico e Índico, sendo então transferido em 1942 para Singapura. Participou na região da Primeira e Segunda Batalha do Mar de Java, sendo afundando em março nesta última.
| Navio      | Armas principais | Deslocamento | Propulsão                            | Serviço        | Serviço           | Serviço         | Serviço          |
| Navio      | Armas principais | Deslocamento | Propulsão                            | Batimento      | Lançamento        | Comissionamento | Destino          |
| ---------- | ---------------- | ------------ | ------------------------------------ | -------------- | ----------------- | --------------- | ---------------- |
| HMS York   | 6 × 203 mm       | 10 515 t     | 4 turbinas a vapor; 32 nós (59 km/h) | maio de 1927   | fevereiro de 1928 | junho de 1930   | Afundado em 1941 |
| HMS Exeter | 6 × 203 mm       | 10 660 t     | 4 turbinas a vapor; 32 nós (59 km/h) | agosto de 1928 | julho de 1929     | julho de 1931   | Afundado em 1942 |

### Citações
1. 1 2   Friedman 2010, p. 65
2. 1 2 3 4 5   Whitley 1995, p. 77
3. ↑   Friedman 2010, p. 69
4. ↑   Whitley 1995, p. 78
5. ↑   Whitley 1995, p. 80
6. ↑   Preston 1985, p. 69
7. ↑   Friedman 2010, p. 98
8. 1 2   Whitley 1995, p. 84
9. ↑   Konstam 2012, pp. 8–9
10. ↑   Whitley 1995, pp. 85–86
11. ↑   Konstam 2012, pp. 27–29
12. 1 2 3 4   Whitley 1995, p. 83
13. ↑   Campbell 1980, p. 26
14. 1 2 3 4 5   Whitley 1995, p. 87
15. ↑   Konstam 2012, pp. 11–12
16. ↑   Whitley 1995, pp. 18–19, 88–90
17. ↑   Konstam 2012, pp. 29–31
18. ↑   Campbell 1980, p. 27
19. ↑   Konstam 2012, p. 14
20. 1 2 3 4 5   Whitley 1995, p. 90
21. ↑   Whitley 1995, pp. 91–92
22. ↑   Konstam 2012, pp. 31–32
23. ↑   Campbell 1980, p. 28
24. ↑   Friedman 2010, pp. 121–122
25. 1 2 3 4 5 6   Campbell 1980, p. 29
26. 1 2   Konstam 2012, p. 15
27. 1 2 3 4 5   Whitley 1995, p. 92
28. 1 2 3 4 5   Whitley 1995, p. 94
29. ↑   Whitley 1995, pp. 94–95
30. ↑   Konstam 2012, p. 32
31. ↑   Whitley 1995, p. 94
32. ↑   Konstam 2012, p. 34
33. ↑   Whitley 1995, pp. 95–96
34. ↑   Campbell 1980, pp. 28–29